# Руффиньяк (коммуна)
Руффинья́к (фр. Rouffignac) — коммуна во Франции, находится в регионе Пуату — Шаранта. Департамент коммуны — Шаранта Приморская. Входит в состав кантона Монтандр. Округ коммуны — Жонзак.
Код INSEE коммуны — 17305.

## Население
Население коммуны на 2010 год составляло 443 человека.
| 1962 | 1968 | 1975 | 1982 | 1990 | 1999 | 2010 |
| ---- | ---- | ---- | ---- | ---- | ---- | ---- |
| 506  | 475  | 418  | 374  | 358  | 361  | 443  |